# Gordon Schildenfeld
Gordon Schildenfeld (* 18. března 1985) je bývalý chorvatský fotbalový obránce. Hrál také za chorvatský národní tým.

## Klubová kariéra

### Šibenik
Schildenfeld začal hrát fotbal ve svém rodném městě HNK Šibenik. Tehdejší manažer klubu Stanko Mršić ho poprvé nasadil do seniorského utkání ve věku 16 let proti klubu Kamen Ingrad. V sezóně 2005/06 pomohl Schildenfeld Šibeniku k postupu do nejvyšší soutěže.

### Dinamo Záhřeb
V polovině jeho první sezóny v chorvatské první lize se nejlepší kluby Dinamo Záhřeb a Hajduk Split začaly zajímat o podpis smlouvy se Schildenfeldem a jeho spoluhráčem ze Šibeniku Ante Rukavinou. Zpočátku se zdálo pravděpodobné, že se Schildenfeld a Rukavina přesunou do Hajduku společně, ale pak Dinamo vstoupilo do závodu o oba hráče. Nakonec, 2. ledna 2007, se Schildenfeld přestěhoval do Dinama, zatímco Rukavina se připojil k úhlavním rivalům Hajduku. Navzdory tomu, že měl v té době jen pět měsíců profesionálních zkušeností, Schildenfeld se rychle dokázal etablovat jako pravidelný hráč Dinama a pomohl klubu vyhrát jak chorvatský ligový, tak pohárový titul, a také vstřelil rozhodující gól proti klubu Slaven Belupo ve druhé části finále poháru.
V první části sezóny 2007/08 byl Schildenfeld také jedním z pravidelných hráčů v Dinamu v Lize mistrů UEFA a Poháru UEFA, objevil se v pěti kvalifikačních zápasech Ligy mistrů a čtyřech zápasech Poháru UEFA, než byl klub vyřazen z druhé soutěže ve skupinové fázi. Schildenfeld se stal smolařem při porážce Dinama 2:1 na hřišti norského Brann ve druhém zápase skupinové fáze Poháru UEFA, způsobil penaltu a byl vyloučen za profesionální faul v posledních okamžicích prvního poločasu. Poslední dva zápasy ve skupině proti Hamburger SV a Rennes vynechal kvůli červené kartě.

### Beşiktaş
Ačkoli měl původně zůstat v Dinamu Záhřeb, Schildenfeld podepsal 1. února 2008 za nečekaných okolností smlouvu s tureckým špičkovým klubem Beşiktaş. Beşiktaş byl ve skutečnosti připraven podepsat Schildenfeldova spoluhráče Dina Drpiće, ale dohoda ztroskotala kvůli Drpićovu chování po zápase chorvatské ligy mezi Dinamem a Hajdukem Split téměř o dva roky dříve.
Schildenfeld debutoval v Süper Lig 9. února 2008 jako náhradník při porážce Beşiktaşe 2:0 v Kayserisporu. Svůj první celý zápas v Süper Lig odehrál o týden později, když Beşiktaş doma porazil Ankaraspor 3:2.

### Duisburg
V září 2008 se Schildenfeld připojil k MSV Duisburg v německé 2. Bundeslize na hostování do konce sezóny. V lize debutoval 16. listopadu 2008 při porážce 4:3 na hřišti SpVgg Greuther Fürth, do které nastoupil jako náhradník za Olcaye Şahana v 83. minutě. Za klub v lize odehrál jen čtyři zápasy, všechny jako náhradník.

### Sturm Graz
V červenci 2009 se připojil ke Sturmu Graz v rakouské Bundeslize na sezónní hostování z Beşiktaşe. V lize debutoval 26. července 2009 při výhře 3:0 doma nad Magnou Wiener Neustadt, do které nastoupil jako náhradník za Ferdinanda Feldhofera v 89. minutě. Později se mu podařilo najít své místo jako pravidelný hráč v klubu, během sezóny se objevil ve 34 ligových zápasech. Jeho jediný gól v lize během sezóny přišel 27. března 2010, kdy vstřelil úvodní gól při výhře 3:0 na hřišti Kapfenberger SV.
Během své první sezóny ve Sturmu také odehrál deset zápasů za klub v Evropské lize UEFA a byl také pravidelným účastníkem jejich cesty za titulem v Rakouském poháru, kde odehrál šest zápasů. Dne 15. srpna 2009 vstřelil branku proti TSV St. Johann v Rakouském poháru a pomohl Sturmovi k vítězství 4:2 v prodloužení v zápase prvního kola. Celých 90 minut odehrál také ve finále poháru 16. května 2010, které Sturm vyhrál 1:0 nad Magnou Wiener Neustadt. Dne 8. června 2010 podepsal se Sturmem novou tříletou smlouvu.

### Eintracht Frankfurt
Dne 7. července 2011 se Schildenfeld vrátil do 2. Bundesligy a připojil se k Eintrachtu Frankfurt. Ve své první sezóně zde odehrál 33 z 34 možných zápasů a pomohl klubu k postupu do Bundesligy. Během sezóny 2011/12 vstřelil jeden gól.

### Dynamo Moskva
11. července 2012 podepsal Schildenfeld tříletou smlouvu s týmem ruské Premier Ligy Dynamem Moskva za nezveřejněný poplatek.

### PAOK Soluň
Poté, co se snažil stát se pravidelným hráčem v Dynamu, se Schildenfeld přesunul na hostování do řecké Superligy do PAOKU Soluň.

### Panathinaikos
Dne 2. srpna 2013 odešel na hostování do Panathinaikosu. Zůstal dva roky jedním z nejslavnějších hráčů klubu, vyhrál řecký pohár proti svému druhému řeckému klubu PAOK.

### Dinamo Záhřeb
V létě 2015 se Schildenfeld vrátil do Dinama Záhřeb se smlouvou do léta 2018. V létě 2016 byl spojován s návratem do Panathinaikosu.

### Anorthosis Famagusta
Dne 6. července 2017 kyperský klub Anorthosis Famagusta oficiálně oznámila akvizici chorvatského internacionála na roční smlouvu za nezveřejněný poplatek.

## Reprezentační kariéra
Dne 1. března 2006 vyhrál Schildenfeld svůj jediný mezinárodní zápas za chorvatský národní tým do 21 let, když nastoupil jako náhradník v přátelském utkání proti Dánsku.
Schildenfeld debutoval za Chorvatsko 14. listopadu 2009 jako náhradník za Darija Srnu v 58. minutě přátelského utkání proti Lichtenštejnsku ve Vinkovci.
V roce 2010 odehrál celkem šest mezinárodních zápasů, z toho čtyři v přátelských zápasech. Jeho soutěžní mezinárodní debut přišel 9. října 2010 v kvalifikaci na Euro 2012 v Izraeli, ve kterém odehrál celých 90 minut. V listopadu 2011 odehrál celých 90 minut v obou zápasech play-off proti Turecku a pomohl Chorvatsku kvalifikovat se do finále po celkové výhře 3:0. Na Euru 2012 nastoupil do všech tří chorvatských zápasů.
Deset dní po svých 30. narozeninách, 28. března 2015, kdy přišel jako náhradník za záložníka Ivana Rakitiće v kvalifikačním utkání Euro 2016 proti Norsku, vstřelil Schildenfeld svůj první gól za národní tým hlavičkou z rohového kopu Darija Srny a v 87. minutě vytvořil skóre 4:1. Chorvatsko nakonec zápas vyhrálo 5:1.
Po skončení Eura 2016 neobdržel žádné další pozvánky do národního týmu.

## Osobní život
Schildenfeldova rodina z otcovy strany je původem ze Slovinska a je rakouského původu. Schildenfeld potkal svou ženu Christinu Marsellou v roce 2014 v Athénách. Dne 22. března 2017 se jim narodil syn Alexander Marsellos Schildenfeld. O dva roky později, 9. září 2019, přivítali své druhé dítě, Bellu Marsellou Schildenfeld. Z předchozího manželství s Ivanou Škugor má dvě dcery.

## Statistiky

### Klubové
Platí k 4. lednu 2021
| Klub                             | Sezóna            | Liga                  | Liga   | Liga | Pohár  | Pohár | Mezinárodní | Mezinárodní | Ostatní | Ostatní | Celkově | Celkově |
| Klub                             | Sezóna            | Divize                | Zápasy | Góly | Zápasy | Góly  | Zápasy      | Góly        | Zápasy  | Góly    | Zápasy  | Góly    |
| -------------------------------- | ----------------- | --------------------- | ------ | ---- | ------ | ----- | ----------- | ----------- | ------- | ------- | ------- | ------- |
| Dinamo Záhřeb                    | 2006–07           | Prva HNL              | 18     | 1    | 0      | 0     | —           | —           | —       | —       | 18      | 1       |
| Dinamo Záhřeb                    | 2007–08           | Prva HNL              | 17     | 1    | 0      | 0     | 9           | 0           | —       | —       | 26      | 1       |
| Dinamo Záhřeb                    | Celkově           | Celkově               | 35     | 2    | 0      | 0     | 9           | 0           | —       | —       | 44      | 1       |
| Beşiktaş JK                      | 2007–08           | Süper Lig             | 9      | 0    | 0      | 0     | —           | —           | —       | —       | 9       | 0       |
| MSV Duisburg (hostování)         | 2008–09           | 2. Bundesliga         | 4      | 0    | 0      | 0     | —           | —           | —       | —       | 4       | 0       |
| Sturm Graz (hostování)           | 2009–10           | Rakouská Bundesliga   | 34     | 1    | 6      | 2     | 10          | 0           | —       | —       | 50      | 3       |
| Sturm Graz                       | 2010–11           | Rakouská Bundesliga   | 36     | 2    | 2      | 1     | 4           | 1           | —       | —       | 42      | 4       |
| Eintracht Frankfurt              | 2011–12           | 2. Bundesliga         | 33     | 1    | 2      | 0     | —           | —           | —       | —       | 35      | 1       |
| Dynamo Moskva                    | 2012–13           | Ruská Premier Liga    | 6      | 0    | 0      | 0     | 4           | 0           | —       | —       | 10      | 0       |
| PAOK Soluň (hostování)           | 2012–13           | Řecká Superliga       | 15     | 1    | 4      | 0     | —           | —           | —       | —       | 19      | 1       |
| Panathinaikos Athény (hostování) | 2013–14           | Řecká Superliga       | 28     | 0    | 5      | 1     | —           | —           | —       | —       | 33      | 1       |
| Panathinaikos Athény (hostování) | 2014–15           | Řecká Superliga       | 29     | 2    | 2      | 0     | 9           | 0           | —       | —       | 40      | 2       |
| Panathinaikos Athény (hostování) | Celkově           | Celkově               | 57     | 2    | 7      | 1     | 9           | 0           | —       | —       | 73      | 3       |
| Dinamo Záhřeb                    | 2015–16           | Prva HNL              | 11     | 0    | 3      | 0     | 0           | 0           | —       | —       | 14      | 0       |
| Dinamo Záhřeb                    | 2016–17           | Prva HNL              | 16     | 0    | 4      | 0     | 9           | 0           | —       | —       | 29      | 0       |
| Dinamo Záhřeb                    | Celkově           | Celkově               | 27     | 0    | 7      | 0     | 9           | 0           | —       | —       | 43      | 0       |
| Anorthosis Famagusta             | 2017–18           | Kyperská první divize | 35     | 3    | 4      | 1     | —           | —           | —       | —       | 39      | 4       |
| Anorthosis Famagusta             | 2018–19           | Kyperská první divize | 30     | 2    | 3      | 1     | 2           | 0           | —       | —       | 35      | 3       |
| Anorthosis Famagusta             | 2019–20           | Kyperská první divize | 23     | 4    | 4      | 1     | —           | —           | —       | —       | 27      | 5       |
| Anorthosis Famagusta             | 2020–21           | Kyperská první divize | 16     | 0    | 1      | 0     | 1           | 0           | —       | —       | 18      | 0       |
| Anorthosis Famagusta             | Celkově           | Celkově               | 104    | 9    | 12     | 3     | 3           | 0           | 0       | 0       | 119     | 12      |
| Celkově v kariéře                | Celkově v kariéře | Celkově v kariéře     | 360    | 19   | 40     | 7     | 44          | 1           | 0       | 0       | 444     | 27      |

### Reprezentační
| Národní tým | Rok     | Zápasy | Góly |
| ----------- | ------- | ------ | ---- |
| Chorvatsko  | 2009    | 1      | 0    |
| Chorvatsko  | 2010    | 6      | 0    |
| Chorvatsko  | 2011    | 2      | 0    |
| Chorvatsko  | 2012    | 8      | 0    |
| Chorvatsko  | 2013    | 2      | 0    |
| Chorvatsko  | 2014    | 2      | 0    |
| Chorvatsko  | 2015    | 2      | 1    |
| Chorvatsko  | 2016    | 6      | 0    |
| Celkově     | Celkově | 29     | 1    |

| Pořadí | Datum           | Místo                                | Soupeř | Skóre | Výsledek | Soutěž                                            |
| ------ | --------------- | ------------------------------------ | ------ | ----- | -------- | ------------------------------------------------- |
| 1.     | 28. března 2015 | Maksimir Stadium, Záhřeb, Chorvatsko | Norsko | 4–1   | 5–1      | Kvalifikace na Mistrovství Evropy ve fotbale 2016 |

## Úspěchy

### Klubové
Šibenik
- Druga HNL: 2005/06

Dinamo Záhřeb
- Prva HNL: 2007/08, 2015/16
- Chorvatský pohár: 2008, 2016

Sturm Graz
- Rakouská Bundesliga: 2010/11
- Rakouský pohár: 2010

Eintracht Frankfurt
- 2. Bundesliga: 2011/12

Panathinaikos Athény
- Řecký pohár: 2013/14

### Individuální
- Fotbalový Oscar: Tým roku 2016